# جان جوزيف سانفورش
كان جان جوزيف سانفورش رسامًا وشاعرًا ومصممًا ونحاتًا فرنسيًا.

## سيرة شخصية
ولد في بوردو في 25 يونيو 1929. عندما كان جان جوزيف يبلغ من العمر 4 سنوات، انتقلت العائلة إلى روشفور، قسم شارينت ماريتايم. آرثر - والد جان جوزيف، كان ميكانيكيًا ورسامًا، وكان هو من أعطاه الدروس الأولى في المهارات الفنية. في عام 1942، بعد اندلاع الحرب العالمية الثانية واحتلال فرنسا من قبل النازيين، ألقي القبض على العائلة من قبل الجستابو. في عام 1943، قُتل والده، وأُطلق سراح جان جوزيف ووالدته وتم ترحيلهما إلى مدينة ليموج. عاش هنا حتى بلغ سن الرشد، ودرس المحاسبة، وفي الوقت نفسه كان ينحت الخشب والرسم في مدرسة مهنية حكومية. على الرغم من مرض العين التدريجي الذي جعله في النهاية يعاني من ضعف البصر، بدأ أيضًا في الرسم.